# Chrom(III)-kaliumsulfat
Chrom(III)-kaliumsulfat (auch Chromkaliumsulfat) ist eine kristalline Verbindung bestehend aus den Elementen Chrom, Kalium, Schwefel und Sauerstoff. Wasserfreies Chrom(III)-kaliumsulfat ist bekannt, dieses spielt jedoch kaum eine Rolle. Das wichtigere Dodecahydrat wird als Chromalaun bezeichnet und gehört zur Gruppe der Alaune.

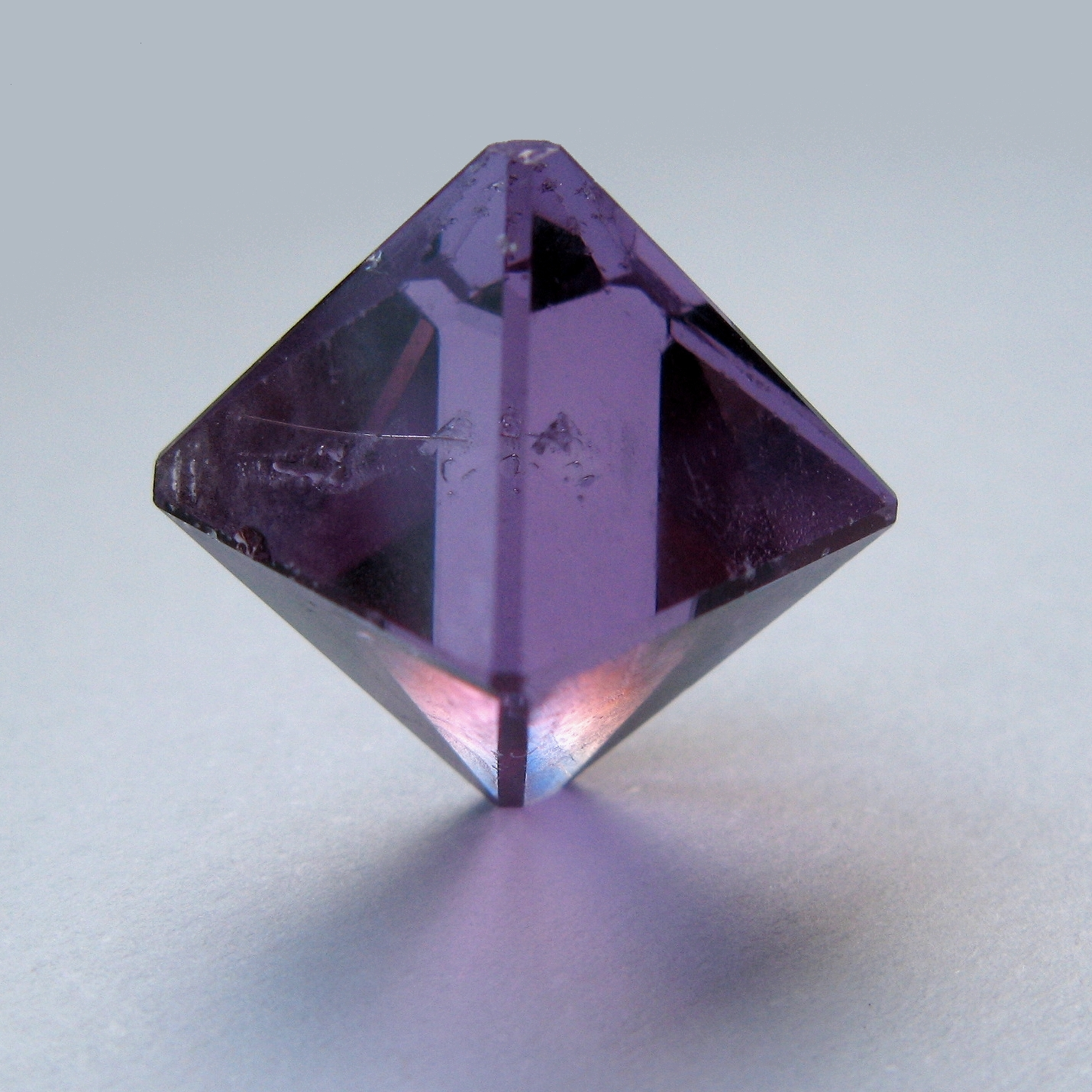
Kaliumaluminiumalaun mit Chrom dotiert: entlang der Oktaederkanten sind Rhombendodekaeder-Flächen angedeutet.
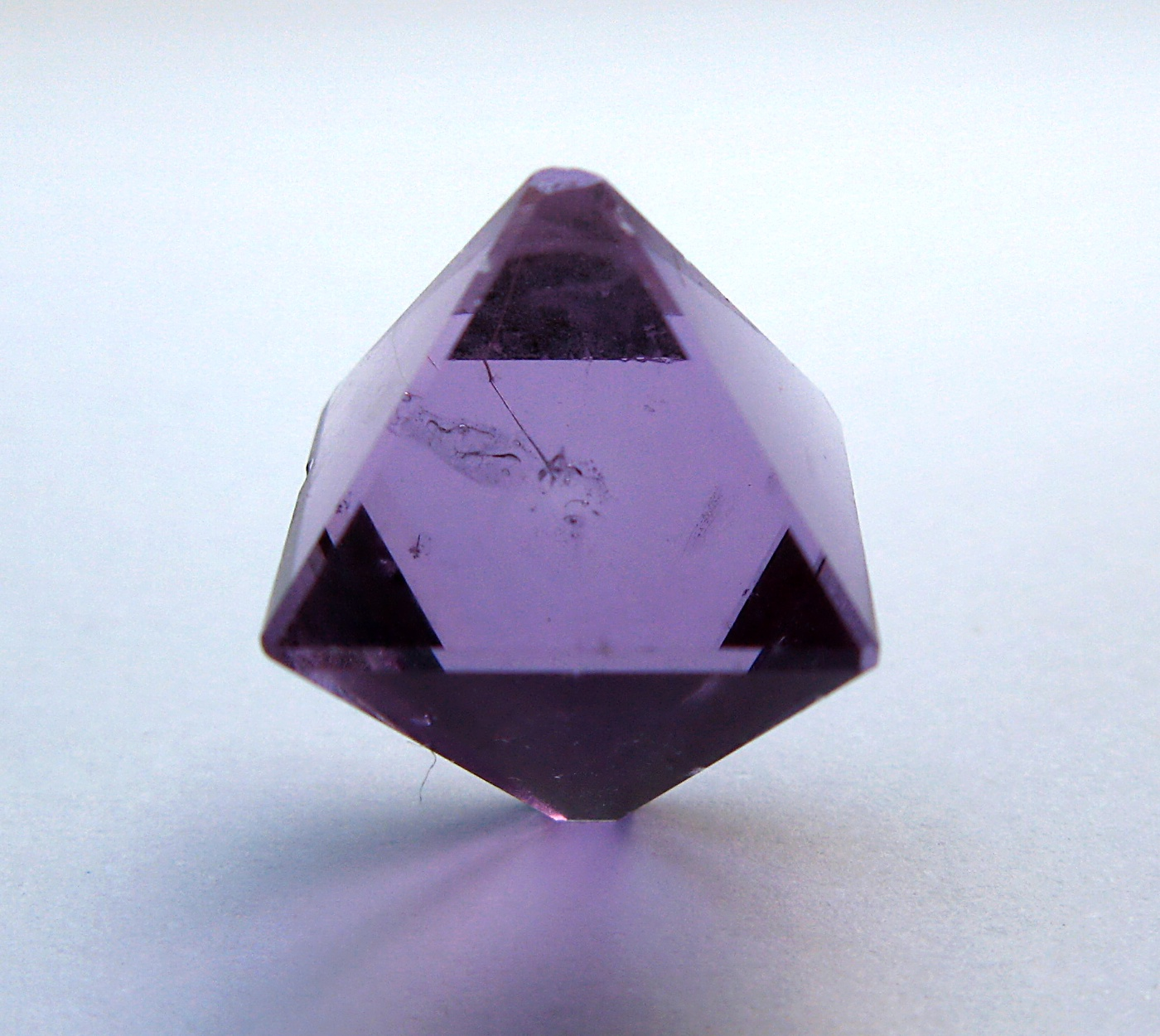
Derselbe Kristall mit Sicht auf die Dreiecksflächen …
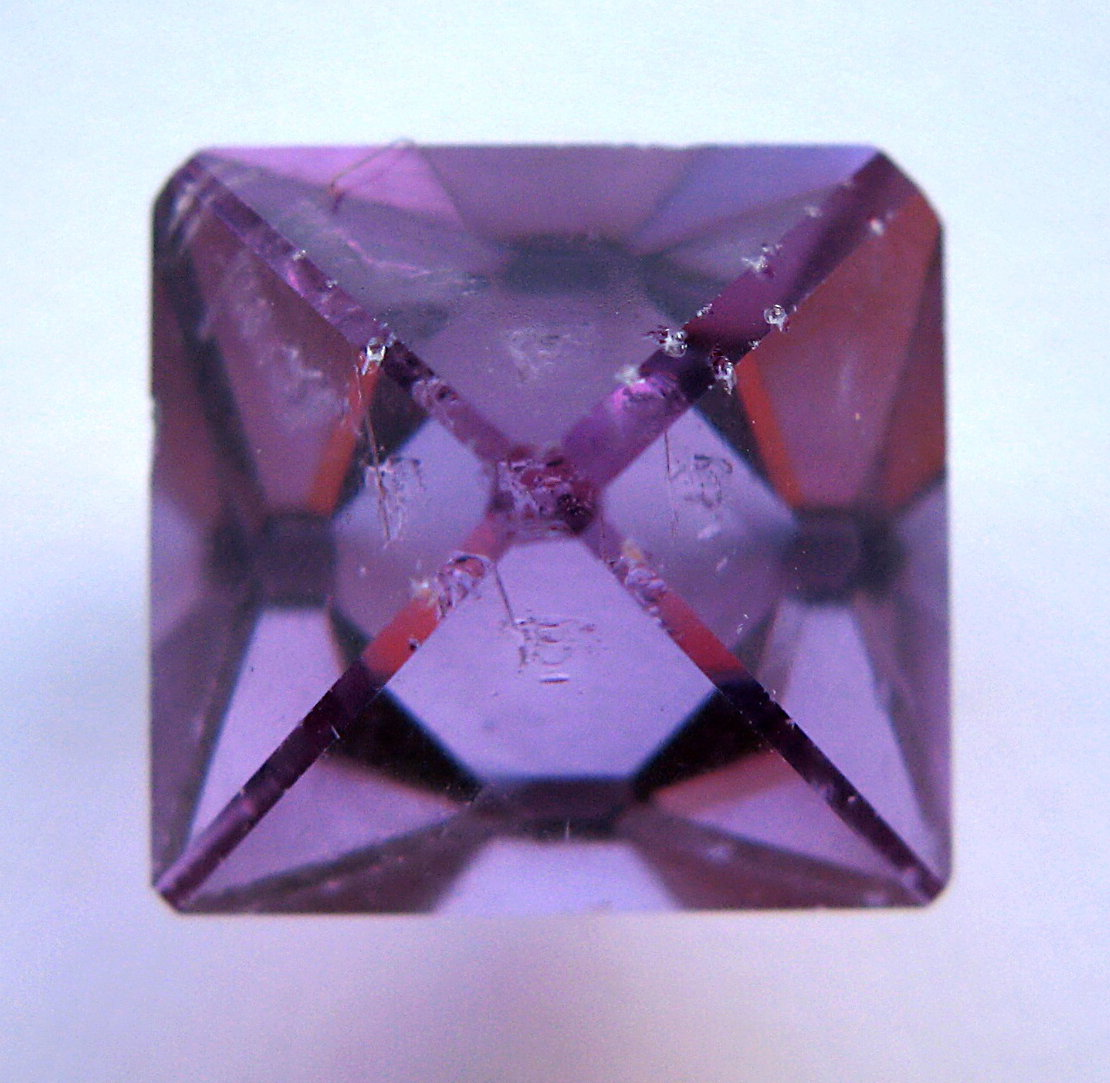
… und von oben.

## Gewinnung und Darstellung
Chromkaliumsulfat wird über die Reaktion von Kaliumdichromat und Schwefelsäure gewonnen. Als Reduktionsmittel dient Ethanol im Überschuss, das zu Acetaldehyd oxidiert wird.
{\displaystyle {\ce {K2Cr2O7 + 3C2H5OH + 4H2SO4 + 5H2O -> 2KCr(SO4)2.12H2O + 3CH3CHO}}}

## Verwendung
Chrom(III)-kaliumsulfat-Dodecahydrat wird zum Gerben von Leder eingesetzt. Da es sehr leicht gut ausgebildete große Kristalle aus wässriger Lösung ausbildet, wird es oft zur Kristallzüchtung verwendet.

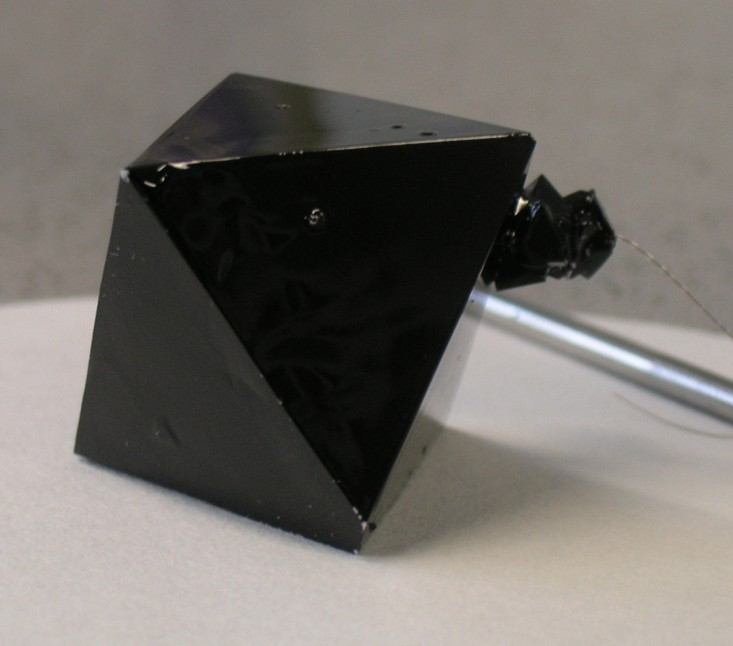
Reiner Kaliumchromalaun

## Externe Links zu erwähnten Verbindungen
1. ↑  Externe Identifikatoren von bzw. Datenbank-Links zu Chrom(III)-kaliumsulfat-Anhydrat:  CAS-Nr.: 10141-00-1, EG-Nr.: 233-401-6, ECHA-InfoCard: 100.030.352, GESTIS: 3690, PubChem: 61489, ChemSpider: 19968602, Wikidata: Q425240.